# David Foenkinos
Pour les articles homonymes, voir Foenkinos.
David Foenkinos, né le 28 octobre 1974 à Paris, est un romancier, dramaturge, scénariste et réalisateur français.

## Biographie
David Foenkinos est le frère du réalisateur Stéphane Foenkinos.

### Enfance, formation et débuts
David grandit dans un immeuble simple à Villejuif (94). Ses parents sont souvent absents. N'ayant pas de bibliothèque, David Foenkinos lit et écrit peu pendant son enfance. À seize ans, il est emmené d'urgence à l'hôpital et révèle avoir vécu une expérience de mort imminente (EMI). Victime d'une infection à la plèvre, une maladie pulmonaire rarissime pour un adolescent, il est opéré d'urgence, et passe plusieurs mois à l'hôpital. C'est sur son lit de convalescence qu'il commence à dévorer les livres, puis à peindre et à jouer de la guitare. De cette expérience, il a gardé une pulsion de vie, une force qu'il a voulu retranscrire dans ses livres.   
Il étudie les lettres à la Sorbonne et parallèlement la musique dans une école de jazz, ce qui l'amène au métier de professeur de guitare. Le soir, il est serveur dans un restaurant. Après avoir vainement essayé de monter un groupe de musique, il décide de se tourner vers l'écriture. 
Après une poignée de manuscrits ratés, il trouve son style, publie son premier roman Inversion de l'idiotie : de l'influence de deux Polonais, refusé par tous les éditeurs sauf Gallimard qui le publie en 2002, avec lequel il obtient le prix François-Mauriac.

### Ouvrages, style, genres abordés

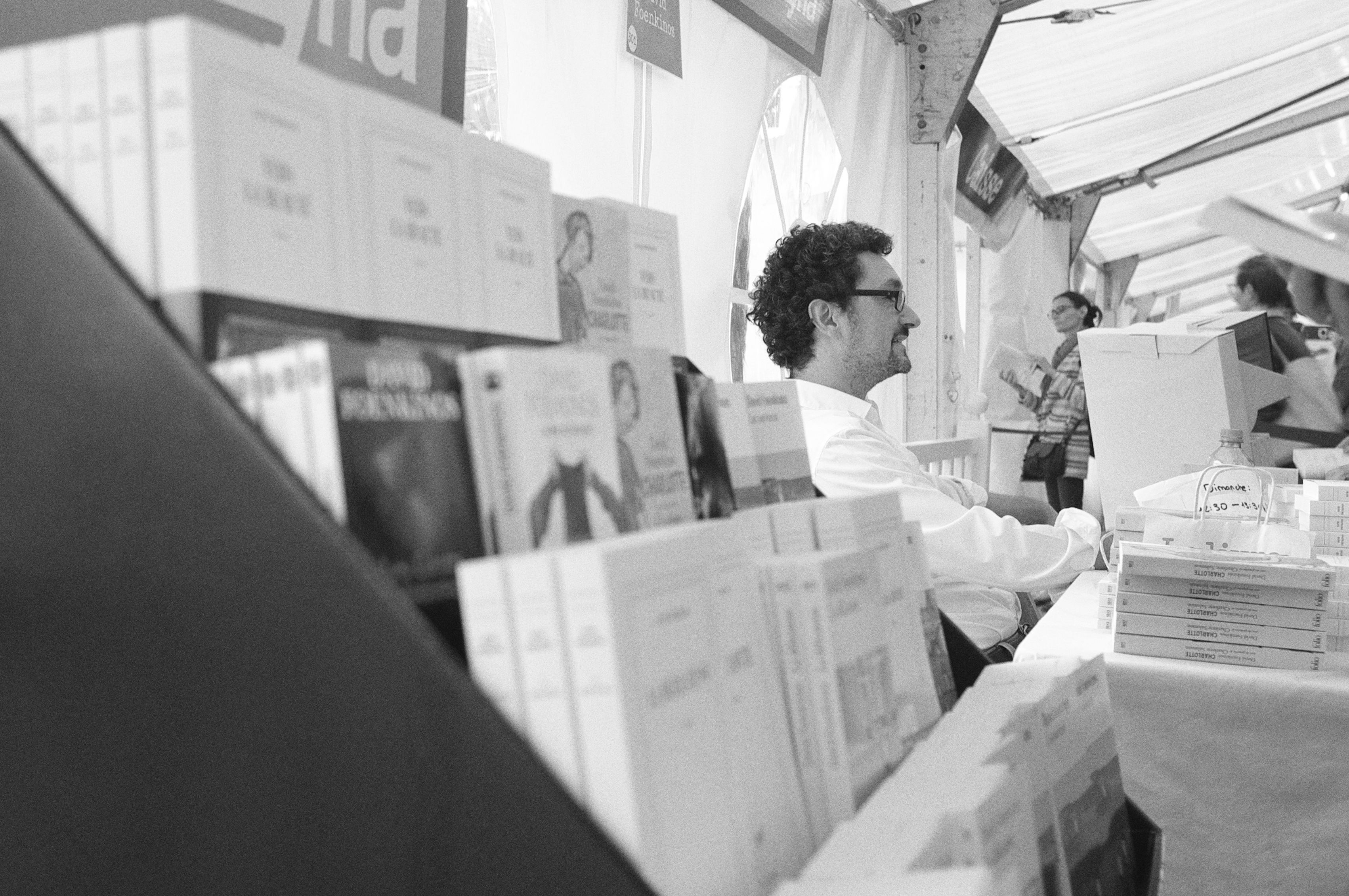
Séance de dédicaces, « Le livre sur les quais » à Morges (Suisse).

S'ils sont très bien vendus depuis 2009, à l'égal d'auteurs comme Marc Levy, Guillaume Musso ou E.L. James, ses livres restent dans un premier temps relativement discrets. C'est avec Le Potentiel érotique de ma femme, qui obtient le prix Roger-Nimier en 2004, que la carrière de l'auteur connaît un premier temps fort, suivi par un second en 2009, avec La Délicatesse.
Il campe ainsi un peu le personnage  d'un « gentil garçon qui a su rester aussi simple que les histoires qu'il raconte : crise de la trentaine ou déprime du quadra, couples modernes en proie au désamour » mais aussi le chroniqueur du « désarroi existentiel de l'individu gentiment effleuré, à grand renfort de poncifs et de portes ouvertes vaillamment enfoncées », selon la critique de Télérama.
Parallèlement à ses fictions romanesques (En cas de bonheur, Qui se souvient de David Foenkinos ?, Nos séparations) qui se distinguent toujours par un univers burlesque et par une réinvention décalée du réel, il publie Les Cœurs autonomes, roman inspiré de l'affaire Florence Rey et, en 2010, un livre consacré à John Lennon.

### La Délicatesse
En 2009, il publie La Délicatesse, qui constitue le véritable tournant de sa carrière d'auteur. Le livre est encensé par la critique, notamment par Bernard Pivot, et se retrouve sur toutes les listes des grands prix littéraires : Renaudot, Goncourt, Fémina, Médicis et Interallié. Il obtiendra au total dix prix et deviendra un phénomène de vente avec l'édition Folio, qui dépassera le million d'exemplaires. Le livre est ensuite publié dans le monde entier, avec de grands succès comme en Allemagne ou en Espagne.

### Charlotte
En 2014, avec son roman Charlotte, David Foenkinos connaît la consécration. C'est un succès de librairie avec 450 000 exemplaires vendus. S'il est considéré comme le roman préféré des libraires de la rentrée 2014 (selon le sondage annuel de Livre-Hebdo), le roman ne fait pas l'unanimité. Ainsi, L'Obs y voit un récit « sans vergogne » avec l'« un des personnages les plus creux du roman français ». Pour Les Inrockuptibles, gênés par la « fausse simplicité de l’écriture », l'auteur a voulu « s’acheter une crédibilité littéraire ». À l'inverse, François Busnel de L'Express estime que « le résultat est formidable ». Dans Lire, le roman est jugé « bouleversant». 
Finaliste du prix Goncourt, il obtient plusieurs autres grands prix littéraires, dont le prix Renaudot et le prix Goncourt des lycéens. Il obtient également le Globe de cristal du meilleur roman de l'année 2014.

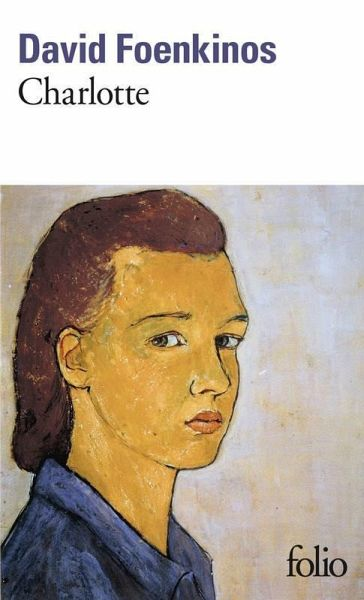
Couverture du roman.

Le roman est inspiré par une vie réelle : « Charlotte Salomon, artiste peintre allemande assassinée à vingt-six ans, alors qu’elle était enceinte » comme écrit dans la préface du roman. David Foenkinos n’a aucune intention de dramatiser la vie de Charlotte, il écrit dès le début la fin de l’histoire. C’est en fait une volonté de romancer sa biographie. Dans la préface, David Foenkinos ne mentionne pas que Charlotte Salomon était juive et l’explique en écrivant qu’elle a mené une vie laïque et qu’elle a découvert ses origines judaïques à l’âge de treize ans. À cause de celles-ci, elle a du interrompre sa formation à l’Académie des arts de Berlin. 
Le roman divise l’histoire chronologique de Charlotte ainsi que la quête de David Foenkinos dans ses recherches sur la peintre. Il partage ainsi ses propres émotions par rapport à l’histoire de Charlotte. Cependant, cette division est à peine perceptible puisqu’il n’y a aucune division visuelle dans la lecture. Les impressions de David Foenkinos se mélangent à l’histoire. Notamment parce que le texte est disposé sous la forme d’un long poème sans visée poétique. David Foenkinos explique qu’écrire une phrase par ligne est sa façon de suivre de manière linéaire et chronologique la vie de Charlotte. Dans un entretien avec l'Institut Pierre Werner il raconte que ce roman est un hommage à Charlotte, un témoignage de son amour pour elle.

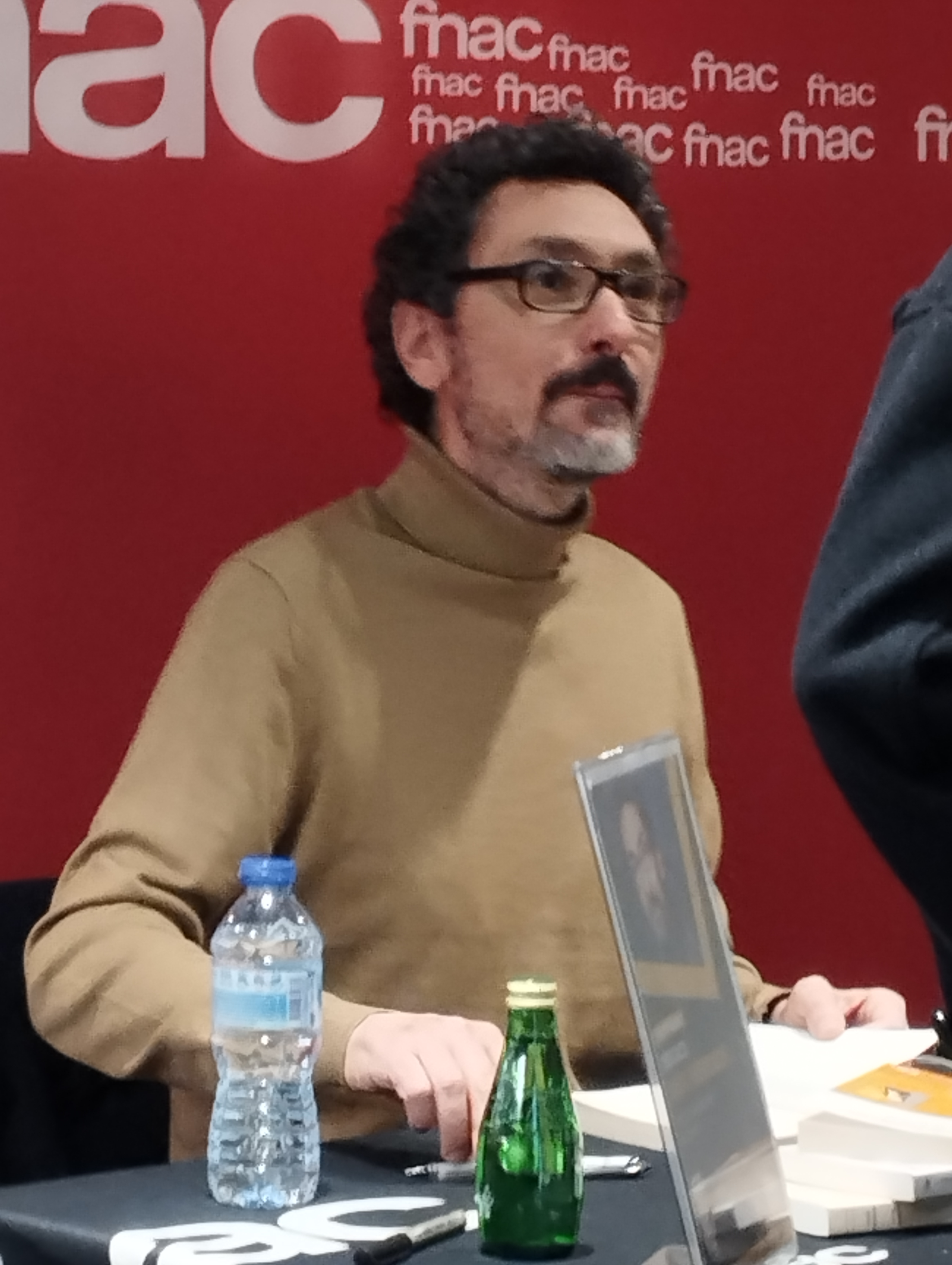
David Foenkinos en dédicace à la Fnac de Ternes, en janvier 2024.

Après la publication du roman, des expositions dédiées à la peintre ont vu le jour. Les cours de culture juive à Wyższa Szkoła Filologii Hebrajskiej w Toruniu (l’École Supérieure de la Philologie Hébraïque de Toruń) ont ajouté l’œuvre de Charlotte Salomon dans leur programme d’art. Cela témoigne de la popularité du roman en Pologne.
Le succès du roman a sorti Charlotte Salomon de l'oubli. Ainsi, le 8 mai 2015, après des cérémonies officielles lui rendant hommage, des plaques commémoratives ont été posées à Villefranche-sur-Mer et à Saint-Jean-Cap-Ferrat, où l'artiste a vécu. À partir de février 2016, le musée Masséna organise une grande exposition en son honneur.
En juin 2015 est éditée, chez Gallimard, la version audio du roman, lue par Yves Heck. En octobre de la même année, Gallimard publie une version intégrale du roman, illustrée d'une « cinquantaine de gouaches de Charlotte Salomon […] et d'une dizaine de photographies représentant Charlotte et ses proches ».

### Autres livres
Après le succès de Charlotte, Foenkinos a écrit de nombreux romans qui, s'ils sont le prolongement de son univers esthétique, explorent des thèmes variés, tels que la jalousie (dans Deux sœurs), la panne d'inspiration (dans La Famille Martin), la sensation de l'échec (dans Numéro deux), ou encore la seconde chance (dans La vie heureuse).

### Cinéma
Parallèlement à son écriture romanesque, David Foenkinos travaille de temps en temps sur des scénarios de cinéma. Aux côtés de son frère, Stéphane Foenkinos, il a notamment réalisé en 2006 un court métrage, intitulé Une histoire de pieds.
En 2011, de nouveau avec son frère Stéphane, il co-réalise le film La Délicatesse, adaptation de son roman éponyme de 2009. Le film est nommé dans deux catégories aux Césars 2012, pour le César de la meilleure adaptation, et pour le César du meilleur premier film. 
En 2014, il co-adapte son roman Les Souvenirs. Le film, réalisé par Jean-Paul Rouve, dépasse le million d'entrées en France.
En 2019, son roman Le Mystère Henri Pick est adapté en film par Rémi Bezançon.

## Œuvre

### Livres
Selon Le Figaro, Foenkinos fait partie des cinq plus gros vendeurs de romans en 2011. Ses œuvres sont traduites dans une quarantaine de langues.

#### Romans
- Inversion de l'idiotie : de l'influence de deux Polonais, Gallimard, 2002 Prix François-Mauriac[4]
- Entre les oreilles, Gallimard, 2002
- Le Potentiel érotique de ma femme, Gallimard, 2004 ; disponible en Folio Prix Roger-Nimier
- En cas de bonheur, Flammarion, 2005
- Les Cœurs autonomes, Grasset, 2006
- Qui se souvient de David Foenkinos ?[22], Gallimard, publié le 30 août 2007. Prix du jury Jean Giono
- Nos séparations, Gallimard, 2008 ; Folio, 2010
- La Délicatesse, Gallimard, 2009 Prix des Dunes 2010, et plusieurs prix littéraires
- Lennon, Plon, 2010
- Les Souvenirs, Gallimard, 2011
- Je vais mieux, Gallimard, 2013
- La Tête de l'emploi (Richard), J'ai lu, 2014
- Charlotte, Gallimard, 2014 ; version intégrale 2015

- Le Mystère Henri Pick, Gallimard, 2016
- Vers la beauté, Gallimard, 2018
- Deux sœurs, Gallimard, 2019
- La Famille Martin, Gallimard, 2020
- Numéro deux, Gallimard (6 janvier 2022)  (ISBN 9782072959028)
- La vie heureuse, Gallimard, 2024  (ISBN 9782073040817)
- Tout le monde aime Clara, Gallimard, 2025  (ISBN 9782073100412)

#### Nouvelles
- Deux Polonais sur ordonnance, dans le recueil collectif Vu de la Lune : Nouvelles optimistes, Gallimard, 2005  (ISBN 2070776549)
- David au pays des merveilles, dans le recueil collectif Des nouvelles de La Fontaine, Gallimard, 2007  (ISBN 9782070782970)
- Bernard, Les éditions du Moteur, 2010 réédition dans le recueil collectif Six façons de le dire, Les éditions du Moteur, 2011
- Raymond le vampire, dans le recueil collectif Bienvenue en Transylvanie, Points, 2013  (ISBN 9782757832875)
- Avant Alice, dans le recueil collectif Ici et là, ou bien ailleurs, Gallimard, 2014  (ISBN 9782070143634)

#### Collectif
- L’Enfance, c’est… / par 120 auteurs ; textes illustrés par Jack Koch ; préf. Aurélie Valognes. Paris : Le Livre de poche, novembre 2020  (ISBN 978-2-253-08202-6).

#### Littérature jeunesse
- Collectif, Bonnes Vacances, recueil de nouvelles, Scripto, Gallimard Jeunesse, 2003  (ISBN 2070559920)
- Le petit garçon qui disait toujours non, Albin Michel Jeunesse, 2011
- Le Saule pleureur de bonne humeur, Albin Michel Jeunesse, 2012

### Pièces de théâtre
- Célibataires, Flammarion, 2008  (ISBN 9782081217225) pièce jouée au Studio des Champs-Élysées, avec Catherine Jacob et Christian Charmetant, mise en scène Anouche Setbon, 2008

- Le Plus Beau Jour pièce jouée au théâtre Hébertot, avec Arié Elmaleh, Davy Sardou et Marie-Julie Baup, 2016
- 10 ans après pièce jouée au Théâtre de Paris dans une mise en scène de Nicolas Briançon, avec Bruno Solo, Mélanie Page, Julien Boisselier, 2020

### Cinéma

#### Adaptation des romans de Foenkinos

##### Par Foenkinos
- 2011 : La Délicatesse, Adaptation de son roman La Délicatesse (2009), avec Audrey Tautou et François Damiens ; le film a été nommé aux Césars 2012 pour le César de la meilleure adaptation ; sorti le 21 décembre 2011[24] avec la collaboration d'Émilie Simon pour la bande originale.

##### Par des tiers
- 2014 : Les Souvenirs, film français réalisé par Jean-Paul Rouve, d'après le roman éponyme publié en 2011
- 2018 : Je vais mieux, film français réalisé par Jean-Pierre Améris, d'après le roman éponyme publié en 2013
- 2019 : Le Mystère Henri Pick, film français réalisé par Rémi Bezançon, d'après le roman éponyme publié en 2016

#### Créations originales
- 2005 : Une histoire de pieds[20] (court métrage) avec Pascale Arbillot, Lionel Abelanski, Thibault de Montalembert, Sylvie Joly, Marco Prince, Stéphanie Murat ; musique originale composée et interprétée par Marco Prince.
- 2017 : Jalouse, avec Karin Viard.
- 2021 : Les Fantasmes, avec Karin Viard et Jean-Paul Rouve[25],[26].

### Bande dessinée

#### Adaptation des romans de Foenkinos
En 2015, le roman Lennon, paru en 2010 est adapté en bande dessinée par le scénariste Éric Corbeyran, épaulé par le dessinateur Horne Perreard.
En 2016, le roman La Délicatesse, paru en 2009 est adapté en bande dessinée par Cyril Bonin.

## Distinctions[29]

### Littérature
Inversion de l'idiotie : de l'influence de deux Polonais (2002)
- Prix François-Mauriac[4]

Entre les oreilles (2003)
- Bourse du Talent Écrivain de la Fondation Jean-Luc Lagardère
- Prix Jean-Claude Brialy de la Ville de Saumur « Esprit Bacchus »

Le Potentiel érotique de ma femme (2004)
- Prix Roger-Nimier

Qui se souvient de David Foenkinos ? (2007)
- Prix du jury Jean Giono

La Délicatesse (2010)
- Prix du 7e art
- Prix des Dunes
- Prix An Avel (dans le vent)
- prix des lecteurs du Télégramme
- Prix Conversation

Lennon (2011)
- Prix des Lecteurs de la Ville de Deauville

Charlotte (2014)
- Prix Liste Goncourt : le choix polonais
- Prix Renaudot
- Prix Goncourt des lycéens
- Prix Liste Goncourt : le choix de l'Italie[23]

### Cinéma
La Délicatesse (2012)
- nomination aux Césars 2012 : César de la meilleure adaptation
- nomination aux Césars 2012 : César du meilleur premier film

## Acteur
- 2014 : Silex and the City, série animée de Jul. David Foenkinos apparaît dans le rôle d'un lémurien dans l'épisode « Abilix le Gaulois ».
- 2017 : Monsieur et Madame Adelman, de Nicolas Bedos : le chroniqueur littéraire